# Walter Richter

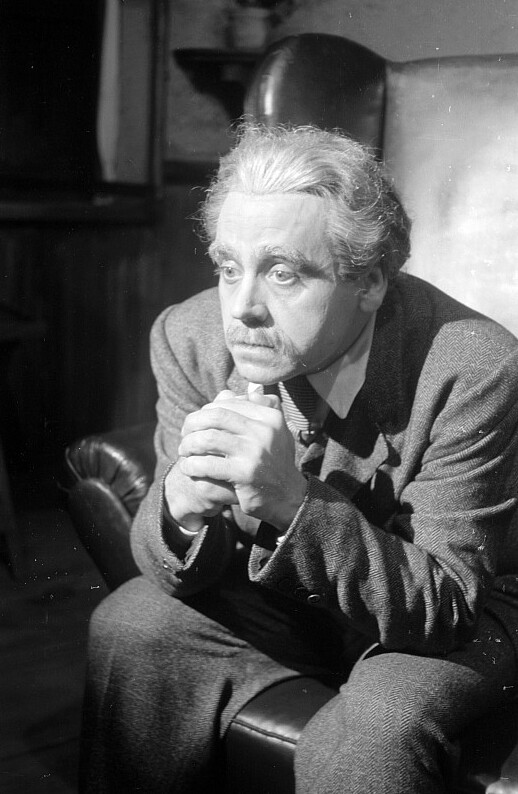
Walter Richter im Stück „Der Gerichtstag“ von Julius Hay am Deutschen Theater Berlin,
Foto: Abraham Pisarek (1945)

Walter Sigismund Richter (* 13. Mai 1905 in Berlin; † 26. Juli 1985 in Wien) war ein deutscher Schauspieler und Hörspielsprecher. In der Rolle des mürrischen Tatort-Kommissars Paul Trimmel erlangte Richter in den 1970er Jahren große Bekanntheit.

## Leben
Richter, Sohn eines Kaufmanns, erhielt nach einem journalistischen Volontariat bei der Deutschen Allgemeinen Zeitung Schauspielunterricht unter anderem bei Ferdinand Gregori. Von 1931 an trat er an Bühnen in Bremerhaven, Gera, Breslau, Köln und Stuttgart auf. Von 1939 bis 1941 spielte er an den Städtischen Bühnen Frankfurt, von 1941 bis 1950 am Deutschen Theater Berlin, und von 1942 bis 1945 zudem am Theater in der Josefstadt in Wien. Nach dem Zweiten Weltkrieg arbeitete Richter am Schauspielhaus Zürich und ab 1953 in München. Hier wurde zum Staatsschauspieler und Kammerschauspieler ernannt. Aus Anlass des 50. Geburtstages von Adolf Hitler hatte er bereits vor dem Zweiten Weltkrieg in seiner Zeit in Stuttgart am 20. April 1939 der Titel „Staatsschauspieler“ verliehen bekommen. Seine Paraderollen waren vor allem der Wurm in Kabale und Liebe von Friedrich Schiller und die Titelfigur in Gerhart Hauptmanns Fuhrmann Henschel, die er auch im gleichnamigen Film spielte.

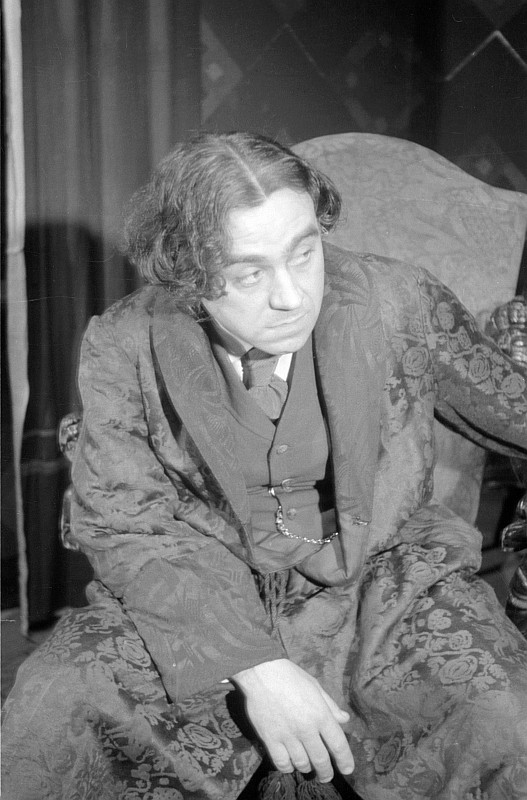
Walter Richter als Iwán Petrówitsch Wojnízkij in Onkel Wanja am DT in Berlin,
Foto: Ders. (1945)

Der viel beschäftigte Theaterschauspieler Richter wurde einem breiten Publikum in der Rolle eines Postmeisters im Kinofilm Dunja (1955) und vor allem als mürrischer Hauptkommissar Paul Trimmel in der ARD-Fernsehreihe Tatort bekannt. Trimmel verkörperte er von 1970 und 1982 und spielte damit im ersten Tatort-Krimi überhaupt, Taxi nach Leipzig von Friedhelm Werremeier. Außerdem trat er in Morituri, Wenn die Heide blüht und als Scherenschleifer im Fernseh-Dreiteiler Babeck (1968) in Erscheinung. Im deutsch-schwedischen Kinderfilm Pippi außer Rand und Band übernahm er 1970 die Rolle eines mürrischen, aber kinderlieben Bauern.
Gelegentlich war Richter als Synchronsprecher tätig. So lieh er seine Stimme Jean Marais in Es war einmal, Spencer Tracy in Die Frau, von der man spricht und Ernest Borgnine in Marty. Darüber hinaus war Richter ein vielbeschäftigter Hörspielsprecher in unterschiedlichen Genres, so in Klassikern wie Der Bär von Anton Pawlowitsch Tschechow, Unterm Birnbaum von Theodor Fontane oder So weit die Füße tragen von Josef Martin Bauer, aber auch in Kriminalhörspielen wie Die Orchideenparty von Rex Stout als Privatdetektiv Nero Wolfe.
Richter lieferte auch Texte zu Liedern, die teilweise zu berühmten Schlagern wurden, wie etwa Eine Rose aus Santa Monica, gesungen von Carmela Corren.

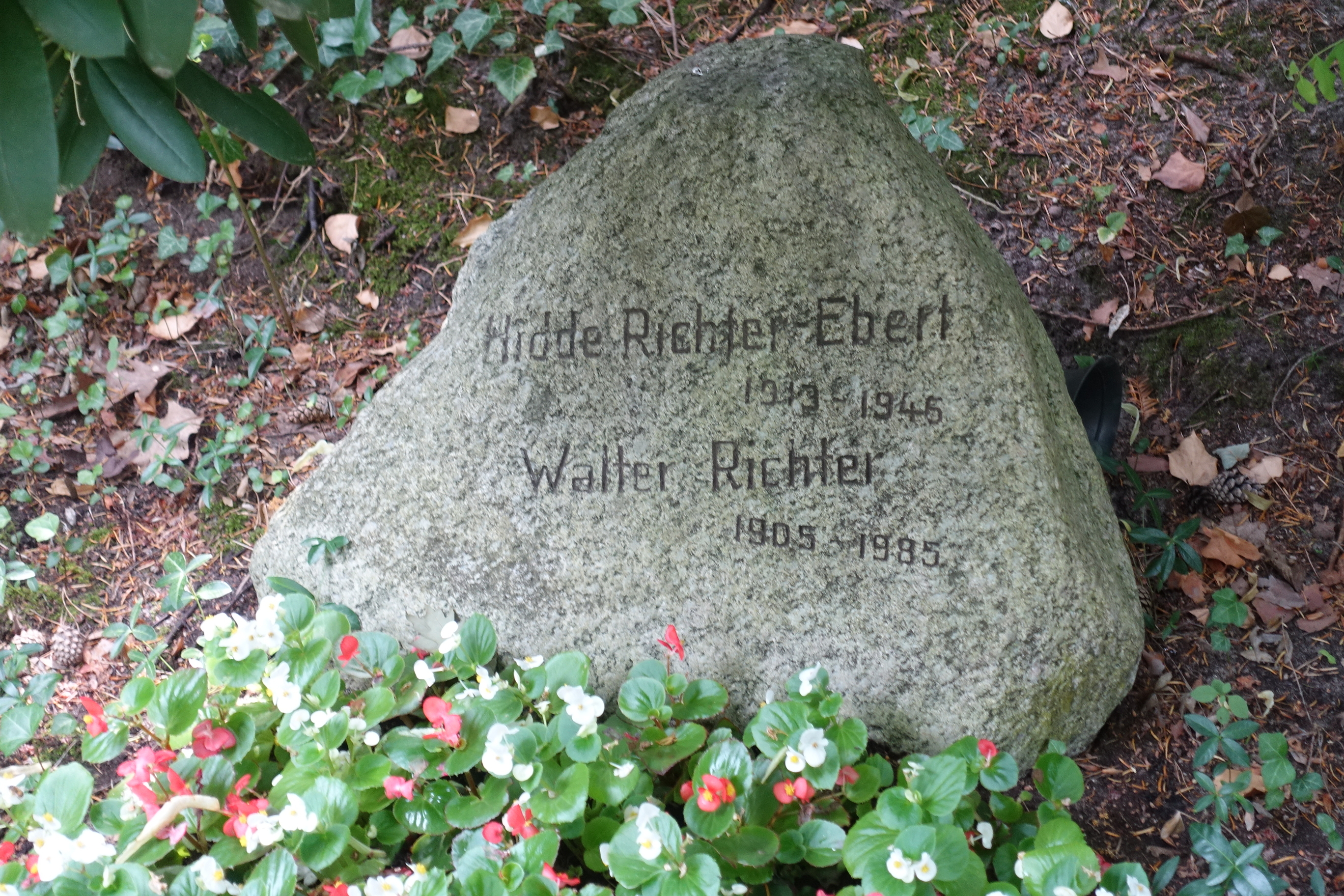
Grab von Walter Richter auf dem Friedhof Heerstraße in Berlin-Westend

Von 1930 bis 1936 war Richter mit der Schauspielerin Alice Treff verheiratet. Er starb im Juli 1985 im Alter von 80 Jahren in Wien. Sein Grab befindet sich auf dem Friedhof Heerstraße in Berlin-Westend (Grablage: II-Wald-11). Er ruht dort neben seiner zweiten Frau, Hidde Richter geb. Ebert (1913–1946).

## Rollen am Schauspielhaus Zürich (Auswahl)
- 1948: Titelrolle in Woyzeck von Georg Büchner, Regie: Leonard Steckel
- 1949: Stepan Iwanow in der Uraufführung Als der Krieg zu Ende war von Max Frisch, Regie: Kurt Horwitz
- 1949: Marcus Antonius in Antonius und Cleopatra von William Shakespeare, Regie: Oskar Wälterlin
- 1952: Herodes in Herodes und Mariamne von Friedrich Hebbel, Regie: Kurt Horwitz
- 1952: Eismeyer in Der fröhliche Weinberg von Carl Zuckmayer, Regie: Werner Krauß/Zuckmayer
- 1952: Der Alte in Gespenstersonate von August Strindberg, Regie: Leonard Steckel
- 1952: Titelrolle in Dantons Tod Georg Büchner, Regie: Oskar Wälterlin
- 1952: Teddy in Der Preispokal von Seán O’Casey, Regie: Berthold Viertel
- 1952: Jean Aguerra in Im Räderwerk von Jean-Paul Sartre
- 1954: Nebukadnezar in Ein Engel kommt nach Babylon von Friedrich Dürrenmatt
- 1954: Pozzo in Warten auf Godot von Samuel Beckett, Regie: Roger Blin
- 1954: Titelrolle in Othello von William Shakespeare, Regie: Oskar Wälterlin
- 1954: Du Bosc in Donadieu von Fritz Hochwälder, Regie: Leopold Lindtberg
- 1954: Koruga in der Uraufführung von Die Barke von Gawdos von Herbert Meier
- 1955: Kepler in der Uraufführung Hiob der Sieger von Albert Jakob Welti
- 1955: Max Lescallier in Das Ende der 6. Etage von Alfred Gehri
- 1956: Leontes in Das Wintermärchen von William Shakespeare
- 1959: Phil Hogan in Ein Mond für die Beladenen von Eugene O’Neill
- 1961: Titelrolle in Fuhrmann Henschel von Gerhart Hauptmann
- 1962: Zettel in Ein Sommernachtstraum von William Shakespeare, Regie: Leopold Lindtberg
- 1962: Edgar in Totentanz von August Strindberg
- 1965: Big Daddy in Die Katze auf dem heißen Blechdach von Tennessee Williams, Regie: Werner Düggelin

## Filmografie
- 1937: Die Warschauer Zitadelle
- 1938: Kautschuk
- 1944: Tierarzt Dr. Vlimmen (unvollendet)
- 1945: Der Fall Molander (unvollendet)
- 1948: Morituri
- 1950: Lockende Gefahr
- 1953: Zwiespalt des Herzens (Die Venus vom Tivoli)
- 1953: Solange Du da bist
- 1955: Dunja
- 1956: Wo der Wildbach rauscht
- 1956: Fuhrmann Henschel
- 1957: Die Gangster von Valence
- 1958: Besuch aus der Zone
- 1958: Biedermann und die Brandstifter
- 1959: Die Ratten
- 1960: Wenn die Heide blüht
- 1961: Ein Mond für die Beladenen
- 1962: Leonor
- 1962: Daphne Laureola
- 1962: Fuhrmann Henschel
- 1963: Maria Magdalena
- 1964: Marie Octobre
- 1964: Ein Mann ist soeben erschossen worden
- 1964: Andorra
- 1965: Herodes und Marianne
- 1965: Das Mädel aus dem Böhmerwald
- 1965: Cristinas Heimreise
- 1965: Leutnant Nant
- 1965: Der Rebell, der keiner war
- 1966: Volpone oder Der Fuchs
- 1966: Gewagtes Spiel: Der Doppelgänger
- 1966: Eine einträgliche Stelle
- 1966: Der Regenmacher
- 1967: Götz von Berlichingen
- 1967: Der Tod läuft hinterher (Dreiteiler)
- 1968: Pole Poppenspäler
- 1968: Babeck (Dreiteiler)
- 1968: Was Ihr wollt
- 1969: Neu-Böseckendorf
- 1969: Amerika oder der Verschollene
- 1969: Der Lauf des Bösen
- 1969: Juno und der Pfau
- 1970: Perrak
- 1970: Der Polizeiminister
- 1970: Pippi außer Rand und Band (På rymmen med Pippi Långstrump)
- 1970–1982: Tatort (Reihe, als Hauptkommissar Paul Trimmel)
  - Taxi nach Leipzig (1970)
  - Kressin und der tote Mann im Fleet (1971) (Gastkommissar)
  - Blechschaden (1971) (Gastkommissar)
  - Exklusiv! (1971; EA: 1969, außerhalb der Tatort-Reihe)
  - AE612 ohne Landeerlaubnis (1971)
  - Der Richter in Weiss (1971)
  - Mordverdacht (1971) (Gastkommissar)
  - Rechnen Sie mit dem Schlimmsten (1972)
  - Platzverweis für Trimmel (1973)
  - Gift (1974)
  - Gefährliche Wanzen (1974) (Gastkommissar)
  - Die Rechnung wird nachgereicht (1975) (Gastkommissar)
  - Als gestohlen gemeldet (1975) (Gastkommissar)
  - Trimmel und der Tulpendieb (1976)
  - Trimmel hält ein Plädoyer (1978)
  - Hände hoch, Herr Trimmel! (1980)
  - Trimmel und Isolde (1982)
- 1971: Frei nach Mark Twain: Beinahe ein Künstler
- 1972: Hochzeit
- 1972: Manolescu – Die fast wahre Biographie eines Gauners
- 1972: Pinocchio (Le avventure di Pinocchio) (Fernseh-Miniserie)
- 1975: Beschlossen und verkündet: Schrift ist Gift
- 1975: Das Amulett des Todes
- 1975: Damals wie heute
- 1976: Jörg Preda berichtet: Schwarzer Sprit; Unterwegs in den Karawanken
- 1978: Ein Mann für alle Fälle (Mehrteiler)
- 1978: Unternehmen Rentnerkommune (13 Folgen)
- 1979: St. Pauli-Landungsbrücken: Barkasse Pösel
- 1979: Wunder einer Nacht
- 1979: Nachbarn und andere nette Menschen
- 1980: Der Regenmacher
- 1980: Kortnergeschichten (Fernsehdokumentation)
- 1981: Polizeiinspektion 1: Nippa Johan
- 1981: Kreuzfahrten eines Globetrotters: Ein glückliches Paar
- 1981: Sonne, Wein und harte Nüsse: Die Sache mit dem Weinkeller
- 1981: Das Traumschiff: Die erste Reise
- 1983: Die Krimistunde (Fernsehserie, Folge 5, Episode: "Glockenschlag der Wahrheit")

## Hörspiele (Auswahl)
- 1946: Friedrich Hebbel: Gyges und sein Ring – Regie: Hannes Küpper (Berliner Rundfunk)
- 1947: Horst Lommer, Günther Osswald: Der General (Heimkehrer) – Regie: Peter Elsholtz (Berliner Rundfunk)
- 1947: Bernhard Zebrowski: Abschied von Shanghai – Regie: Hannes Küpper (Berliner Rundfunk)
- 1947: Konstantin Michailowitsch Simonow: Mister Smith schreibt ein Buch (Die russische Frage); – Regie: Hannes Küpper (Berliner Rundfunk)
- 1947: Roman Niewiarowicz: Hollywood oder der Mensch als Ware (Manager Tompson) – Regie: Hanns Küpper (Berliner Rundfunk)
- 1947: Christian Munk: Die Reiherjäger (Mr. Fish) – Regie: Heinrich Voigt (Berliner Rundfunk)
- 1947: Der Bär – Regie: Hanns Korngiebel
- 1949: Ein gutes Gewissen – Regie: Robert Adolf Stemmle
- 1950: Ein Sommernachtstraum – Regie: Heinz-Günter Stamm
- 1951: Wasser für Canitoga – Regie: Heinz-Günter Stamm
- 1952: Der Teufel – Regie: Heinz-Günter Stamm
- 1952: Nathan der Weise – Regie: Wilhelm Semmelroth
- 1952: Indipohdi – Regie: Walter Ohm
- 1953: Schiller: Der Verbrecher aus verlorener Ehre, Bearbeitung Hermann Grussendorf, Regie A. G. Richter. Süddeutscher Rundfunk[6]
- 1953: Moby Dick  – Regie: Helmut Brennicke
- 1953: Lilofee – Regie: Heinz-Günter Stamm
- 1953: Heute Nacht in Samarkand – Regie: Heinz-Günter Stamm
- 1953: Don Carlos – Regie: Heinz-Günter Stamm
- 1954: Zweimal Napoleon – Regie: Fritz Benscher
- 1954: Das Buch Daniel – Regie: Wilhelm Semmelroth
- 1954: Die Kraft und die Herrlichkeit – Regie: Wilhelm Semmelroth
- 1954: Das Mädchen aus Blois – Regie: Heinz-Günter Stamm
- 1955: Die Glücklichen – Regie: Heinz-Günter Stamm
- 1955: Die Karlsschüler – Regie: Heinz-Günter Stamm
- 1955: Der Geheimagent – Regie: Ludwig Cremer
- 1955: Wilhelm Tell – Regie: Gustav Rudolf Sellner
- 1956: Die jungen Herren – Regie: Eduard Hermann
- 1956: So weit die Füße tragen – Regie: Franz Zimmermann
- 1956: Unterm Birnbaum – Regie: Wolfgang Spier
- 1956: Von Mäusen und Menschen – Regie: Gert Westphal
- 1957: Die Ballade vom halben Jahrhundert – Regie: Heinz-Günter Stamm
- 1957: Aus dem Leben David Copperfields – Regie: Kurt Meister
- 1957: Das Postamt – Regie: Friedhelm Ortmann
- 1957: Old Man River – Regie: Gustav Burmester
- 1958: Götz von Berlichingen mit der eisernen Hand – Regie: Heinz-Günter Stamm
- 1958: Alfred Döblin: Berlin Alexanderplatz – Regie: Fränze Roloff (Hörspiel – HR)
- 1959: François Cenodoxus, der Doktor von Paris – Regie: Walter Ohm
- 1959: Das Lied von Bernadette (nach Franz Werfel) – Regie: Heinz-Günter Stamm
- 1959: Nächtliches Gespräch mit einem verachteten Menschen – Regie: Fritz Schröder-Jahn
- 1959: Belagerungszustand – Regie: Günther Rennert
- 1960: Maigret und die Bohnenstange – Regie: Gert Westphal
- 1960: Blick auf Venedig – Regie: Fritz Schröder-Jahn
- 1960: Die Lachmöwe – Regie: Heinz-Günter Stamm
- 1961: Onkel Willis Hütte – Regie: Otto Düben
- 1961: Franz von Assisi. Der Spielmann – Regie: Otto Kurth
- 1961: Stern über der Grenze – Regie: Otto Kurth
- 1962: Gerhart Hauptmann: Fuhrmann Henschel (Fuhrmann Henschel) – Bearbeitung und Regie: Ulrich Lauterbach
- 1963: Das verlorene Gewissen – Regie: Gustav Burmester
- 1963: Das Wunder des heiligen Krispin – Regie: Heinz-Günter Stamm
- 1965: Krieg und Frieden – Regie: Gert Westphal
- 1965: Rudolf Bayr: Orangenblüten – Regie: Gert Westphal (Hörspiel – NDR)
- 1966: Die Orchideenparty  – Regie: Hermann Pfeiffer
- 1967: Alexander Puschkin: Der Postmeister – Regie: Ferry Bauer
- 1967: Manfred (nach George Gordon Byron) – Regie: Heinz Wilhelm Schwarz
- 1968: Vater und Lehrer – Regie: Fritz Schröder-Jahn
- 1972: Nebel überm Fjord – Regie: Fritz Schröder-Jahn
- 1981: Gerhart Hauptmann: Fuhrmann Henschel (Fuhrmann Henschel) – Regie: Ferry Bauer